# Mycomya curvata
Mycomya curvata är en tvåvingeart som först beskrevs av Fisher 1937.  Mycomya curvata ingår i släktet Mycomya och familjen svampmyggor. Inga underarter finns listade i Catalogue of Life.